# NFL Hall of Fame Football
NFL Hall of Fame Football is een computerspel voor het platform Philips CD-i. Het spel werd in 1994 uitgebracht. Met het spel kan de speler football spelen met een zelf samengesteld team. Tevens is er een virtuele tour aanwezig waarmee de speler wordt meegenomen langs de NFL Hall of Fame van Canton. Van alle teams zijn statistieken aanwezig en foto's aanwezig. Ook zijn er 145 beschrijvingen van de beste spelers aanwezig en wordt het geheel voorzien van ingesproken tekst. 

## Ontvangst
| Beoordeeld door                      | Datum            | Score |
| ------------------------------------ | ---------------- | ----- |
| Electronic Gaming Monthly (EGM)      | november 1994    | 80%   |
| Video Games & Computer Entertainment | februari 1995    | 70%   |
| Game Players                         | februari 1995    | 70%   |
| GamePro (USA)                        | februari 1995    | 60%   |
| The Video Game Critic                | 23 augustus 2002 | 50%   |